# 台州市图书馆
28°39′40″N 121°24′48″E / 28.66115°N 121.41335°E
州市图书馆，又称台州图书馆，简称台图，是位于中华人民共和国浙江省台州市的一座地市级公共图书馆，由台州市文化和广电旅游体育局主管，也是后者的局属单位。馆舍位于台州市椒江区和谐路168号。截止2019年，台图文献总量达876,774册，是文化和旅游部评定的国家一级图书馆。
台州的公开图书收藏阅览室可追溯到民国时期，但在台州市图书馆建立之前，台州缺乏一座以“台州市”为挂名的较大的公共图书馆。在此背景下，台州市图书馆于2006年12月动工，2010年12月开始对外开放。2019年，台州市图书馆接待读者达185万人次。

## 历史

### 建立背景
台州的公开图书收藏阅览史可追溯至民国时期。1912年（民国元年），在1873年建立的名山阁书楼的基础上，黄岩县立图书馆（现黄岩区图书馆）建立，藏书10万余卷，大部分为线装古籍。1918至1936年间，临海县立图书馆（现临海市图书馆）、温岭县通俗图书馆（现温岭市图书馆）、仙居县公立图书馆（于1978年正式成立仙居县图书馆）、天台县图书馆分别成立。玉环县图书馆（现玉环市图书馆）与三门县图书馆则分别始建于1978年和1979年，前身均为当地民众教育馆。1983年后，台州地区各辖区图书馆陆续新建或扩建馆舍，公共图书事业发展加快。但此时，台州地区乃至后来撤地设市的台州市，缺乏一座市本级的公共图书馆。

### 建立与发展
在此背景下，2001年，台州市图书馆的规划初步方案被提出。规划方案中提出，要力求建设一座“复合图书馆”，即实现传统馆藏与数字馆藏并存、且两者的平衡倾向于数字型的图书馆。之后，有关专家撰写了《台州市图书馆新馆工程项目论证书》，进而在2003年4月到2004年5月进行设计。2006年12月，台州市图书馆开工建设，并开始着手收集馆藏书籍。这座新的图书馆投资达1.3亿元，规划总建筑面积2万余平方米。建设之初，就有人已经开始捐书；台州市文化广电新闻出版局也向该图书馆捐献百余种图书。2010年12月27日，台州市图书馆开始对外开放。
2013年2月，台州市图书馆东北角建成开放了和合书吧（24小时自助图书馆），这是台州市第一家“和合书吧”，也是浙江省第一家集借阅藏于一体的大型自助式图书馆。2013年11月2日，被中华人民共和国文化部评定为国家一级图书馆。12月30日，与椒江区图书馆、黄岩区图书馆、路桥区图书馆三座市区图书馆开通了通借通还服务。2016年4月23日，景隆公馆和合书吧启用，是国内第一家实现兼容RFID双频技术的自助图书馆。4月成为中国图书馆学会阅读推广委员会藏书与阅读推广专业委员会主任单位。12月30日上午，台州市图书馆理事会成立。

## 馆舍

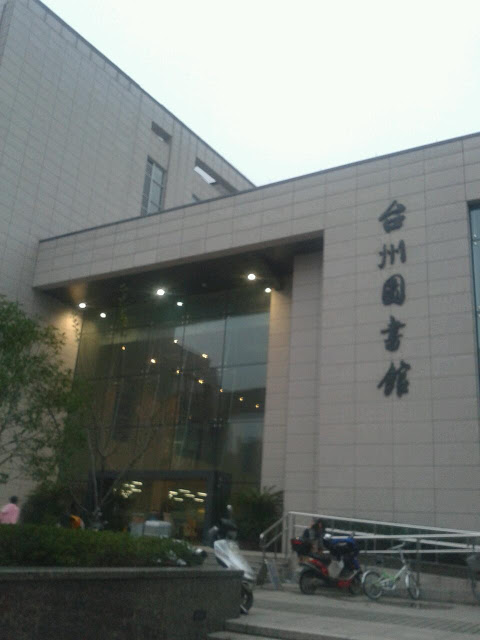
台州市图书馆外景一角

台州市图书馆馆舍坐落在椒江区和谐路168号，位于市行政大楼西侧、市民广场东侧。总建筑面积为2.1万平方米，主楼外表为灰色，地上五层，地下一层，设计藏书量60万册。台图的馆舍由中国工程院院士、清华大学建筑学院的关肇邺教授主持设计。设计团队主张将图书馆和市民广场上的台州市文化艺术中心、台州博物馆、台州市科技馆和台州大剧院围合构成整体，“和谐地融合于环境当中”，构成视觉平衡；并适应南方的气候特征，且“以人为本”。
设计方面，各阅览室的风格都与存放的文献种类相搭配。少儿借阅室设在一楼中庭楼梯边，风格略带俏皮。亲子图书馆是馆内最具特色的阅览室，布置以暖色调为主，并在细节上做到了人性化，设置了可爱的图案和通向室外的低矮台阶，小朋友可以在图书馆后院的草坪上玩。二楼的普通文献借阅室分为一室和二室，一室提供较好的阳光和视野。四楼的地方文献阅览室则韵味古典。
| 五楼     | 集体视听室                     | 集体视听室                     | 读者会议室                     | 读者会议室                     | 专家研究室                     | 专家研究室                     |
| 四楼     | 地方文献阅览室                 | 地方文献阅览室                 | 地方文献阅览室                 | 地方文献阅览室                 | 地方文献阅览室                 | 地方文献阅览室                 |
| 三楼     | 叶文玲文学馆                   | 叶文玲文学馆                   | 叶文玲文学馆                   | 台州地方产业图书馆             | 台州地方产业图书馆             | 台州地方产业图书馆             |
| 二楼     | 普通文献借阅室（分一室、二室） | 普通文献借阅室（分一室、二室） | 普通文献借阅室（分一室、二室） | 普通文献借阅室（分一室、二室） | 普通文献借阅室（分一室、二室） | 普通文献借阅室（分一室、二室） |
| 一楼     | 总服务台                       | 少儿借阅室                     | 亲子图书馆                     | 无障碍图书馆                   | 报刊借阅室                     | 和合书吧                       |
| 地下一楼 | 百家展厅                       | 百家展厅                       | 税收文化馆                     | 税收文化馆                     | 创客空间                       | 创客空间                       |

## 馆务

### 馆务概况
2019年，台州市图书馆共接待读者共1851450人次（其中主馆160.64万人次，其他为和合书吧）；累计发证量达到170767张，其中新办28025张，有效证147793张。全年新增文献58052册，文献总量达876774册；外借图书量达1051929册次。

### 借阅方式
台州市（本级）市民若想借书，可持自己的市民卡到台图一楼总服务台办理开通，并领取实体借阅证；或发送市民卡个人信息面照片至台图微信公众号，之后便可凭市民卡或身份证借阅。市民卡可借阅图书（或光盘）一本，期限为30天。而持有效证件的台州人和新台州人，可支付押金100元后（不收工本费、注册费、年费）领取借阅证。借阅证可与身份证绑定，绑定成功后可用身份证借书。芝麻信用分550分以上的，图书馆免收押金。借阅证最初允许最多同时借阅4册图书（或光盘），而现在这一数字上升到了6册，期限为30天。在图书馆做志愿服务，或是积极参与台图举办的活动的读者，其借阅权限会有所升级，最多可以同时借阅的图书数量会增加；相反，逾期还书（不收逾期费）、图书破损、补办借阅证等行为会导致降级。图书到期之前可到馆内或在网站上办理一次续借手续，续期15天。另外，台图还推出了预约服务。若某文献已被借走，读者可提出预约，文献回馆后读者会收到电话通知，读者可在7天内来馆内借走。

### 服务部门
台州市图书馆设有两个借阅室，分别是：收藏以成人为阅读对象的各类读物的普通文献借阅室（分收藏哲学、社会科学、自然科学和综合性图书的一室，和专门收藏文学类书籍的二室），以及收藏各类少儿读物的少儿借阅室。另外开设了收藏各类亲子读物的亲子图书馆、收藏台州地方典籍的地方文献阅览室、收藏台州地方产业相关书籍及系列数据库资源的地方产业图书馆、收藏综合类普通文献并24小时开放的24小时自助图书馆（和合书吧）。另外为残障人员提供了无障碍图书馆，供他们和其他普通读者检索数字资源和借阅图书。另外开设了叶文玲文学馆，收藏存放（不提供外借）台州籍知名作家叶文玲的图书和手稿。台图的亲子图书室、地方文献阅览室等阅览室，在国内的地市级公共图书馆中算是比较先进的。

### 馆内活动
2018年，台州市图书馆举办了各类阅读活动810场，累计参与人数超过53万人次。每周末，台图都会举办“台州市民讲堂”，邀请专家给市民上专业课，如传授文史知识的“台州人文大讲堂”，传播科学知识的“科普大讲堂”等。此外还有“童萌汇”小书坊、真人图书馆、哈皮小书坊、图书馆之夜等活动。另外，馆内允许并支持志愿者参与服务。针对志愿者的服务，台图推出了奖励措施，服务一定时长可升级借阅权限，同时最多借阅的图书数量也会增加。

### 数字服务
2012年7月4日，台州市图书馆开通数字图书馆服务，又称“图书馆统一检索服务”。当时，持有借阅证的读者可通过网站访问四大数据库：授权数据库、自建数据库、省联采数据库和试用数据库。其中，台图的自建数据库包括“看台州数据库”和“台州地方志数据库”。而截止2019年7月，自建数据库已达7项，除将“看台州数据库”分为文章和整刊存放外，还加入了“台州市图书馆门票数据库”、“台州府城古井数据库”、“台州市古树数据库”和“叶文玲文学馆数据库”。在线下，台图购置了电子书借阅机，扫描机器上的二维码后便可在手机上下载正版电子书。此外，读者如果找不到想借的书，可以通过阅览室内的电脑查阅检索。读者输入书名等信息后，若馆内有藏书，就会显示书籍的具体信息及其位置，以方便读者寻找。馆舍内遍布Wi-Fi网络供读者使用。

## 争议
2014年4月23日是世界图书与版权日，这一天，《台州商报》曝光：在当地户籍人口达到600万的背景下，台州市图书馆的借书证数量仅为6万张，而且其中1万张均在“沉睡”，即有一段时间未使用。对此，台州市图书馆推出了“唤醒沉睡的借书证”活动，希望这些“沉睡”的图书证的办理人能够前来“唤醒”这些图书证。但台州市图书馆馆长毛旭则称，这一对比并不客观，因为台州市图书馆位于台州市区，温岭、临海、玉环等偏远地区的人无法到达。针对这一现象，台图除了在各县市区设立“和合书吧”外，还推出了“汽车图书馆”服务，即在一辆中巴车上装载2000册图书，每周二至周六开往乡镇、山村、学校、部队等地，提供图书阅览与借阅服务。